# Danske spindoktorer
I Danmark er spindoktorer i ministerier ansat under titlen særlig rådgiver.
Der hersker en vis uenighed om, hvad definitionen på en spindoktor egentlig bør indbefatte. Nogle mener, at definitionen bør afgrænses til kun at omfatte personer, der opererer i et felt af egentlig magt. Hvorvidt man som særlig rådgiver tilknyttet til en politiker rent faktisk "trækker i trådene" og har en reel politisk indflydelse, og om dette bør gælde som kriterium for spindoktortitlen, er altså åbne spørgsmål, men i den almene offentlige bevidsthed fremstår disse folk uanset hvad som værende spindoktorer.[kilde mangler]
Listen omfatter et udvalg af nuværende og tidligere særlige rådgivere i danske ministerier:
- Billy Adamsen, særlig rådgiver for Poul Nyrup Rasmussen. Blev ansat i 1996 som Danmarks første spindoktor / særlig rådgiver.
- Søren Møller Andersen, særlig rådgiver for Claus Hjort Frederiksen i Finansministeriet[1].
- Martin Vith Ankerstjerne, særlig rådgiver for Karen Ellemann i Miljøministeriet[1].
- Christopher Arzrouni, særlig rådgiver for Eva Kjer Hansen i Socialministeriet/Fødevareministeriet.[2].
- Anders Frandsen, særlig rådgiver for Connie Hedegaard i Klima- og Energiministeriet, samt for Charlotte Sahl-Madsen i Ministeriet for Videnskab, Teknologi og Udvikling[1]
- Sandy French, særlig rådgiver for Brian Mikkelsen i Justitsministeriet
- Bo Friis, særlig rådgiver for Benedikte Kiær i Socialministeriet[1]
- Morten Boje Hviid, særlig rådgiver for først Mogens Lykketoft, siden Helle Thorning-Schmidt
- Mai Weber Juul, særlig rådgiver for Benny Engelbrecht i Skatteministeriet
- Nicolai Jöhnke, særlig rådgiver i Transport- og Energiministeriet.[2]
- Annette Juhler Kjær, særlig rådgiver for Bendt Bendtsen i Økonomi- og Erhvervsministeriet.[3]
- Teddy Østerlin Koch, særlig rådgiver for Karen Jespersen[4]
- Jens Kloppenborg-Skrumsager, særlig rådgiver for Jørn Neergaard Larsen i Beskæftigelsesministeriet, samt for Sophie Løhde i Ministeriet for Offentlig Innovation og for Lars Christian Lilleholt i Energi-, Forsynings- og Klimaministeriet.
- Michael Kristiansen, særlig rådgiver for Anders Fogh Rasmussen
- Troels Krog, særlig rådgiver for Lars Barfoed i Justitsministeriet[1]
- Søren Lauridsen, særlig rådgiver for Hans Christian Schmidt i Transportministeriet[1]
- Carsten Mai, særlig rådgiver for Thor Pedersen i Finansministeriet
- Christian Ingemann Nielsen, særlig rådgiver for Carl Holst i Forsvarsministeriet
- Niels Henrik Jermiin Nielsen, særlig rådgiver for Tina Nedergaard i Undervisningsministeriet[1]
- Martin Østergaard Nielsen, særlig rådgiver for Brian Mikkelsen i Økonomi- og Erhvervsministeriet[1]
- Peter Arnfeldt Petersen, særlig rådgiver for Troels Lund Poulsen i Skatteministeriet[1]
- Karsten Anker Petersen, særlig rådgiver for Lykke Friis i Klima- og Energiministeriet[1]
- Ralf Pittelkow, særlig rådgiver for Poul Nyrup Rasmussen
- Henrik Qvortrup, særlig rådgiver for Anders Fogh Rasmussen
- Noa Redington, særlig rådgiver for Helle Thorning-Schmidt
- Martin Ruby, særlig rådgiver for Søren Pind i Ministeriet for Udviklingsbistand[1]
- Søs Marie Serup, særlig rådgiver for Lars Løkke Rasmussen i Statsministeriet[5]
- Mark Thorsen, særlig rådgiver for Inger Støjberg i Beskæftigelsesministeriet[1]
- Jakob Ullegård, særlig rådgiver for Gitte Lillelund Bech i Forsvarsministeriet[1]
- Michael Ulveman, særlig rådgiver for Anders Fogh Rasmussen
- Rulle Grabow Westergaard, særlig rådgiver for Henrik Høegh i Ministeriet for Fødevarer, Landbrug og Fiskeri[1]
- Jacob Winther, særlig rådgiver for Søren Gade i Forsvarsministeriet[4]
- Line Aarsland, særlig rådgiver for Bertel Haarder i Indenrigs- og Sundhedsministeriet[1]

Også Københavns Kommunes overborgmester har benyttet sig af spindoktorer:
- Amalie Kestler, særlig rådgiver for overborgmester Frank Jensen